# Ljungströmturbin

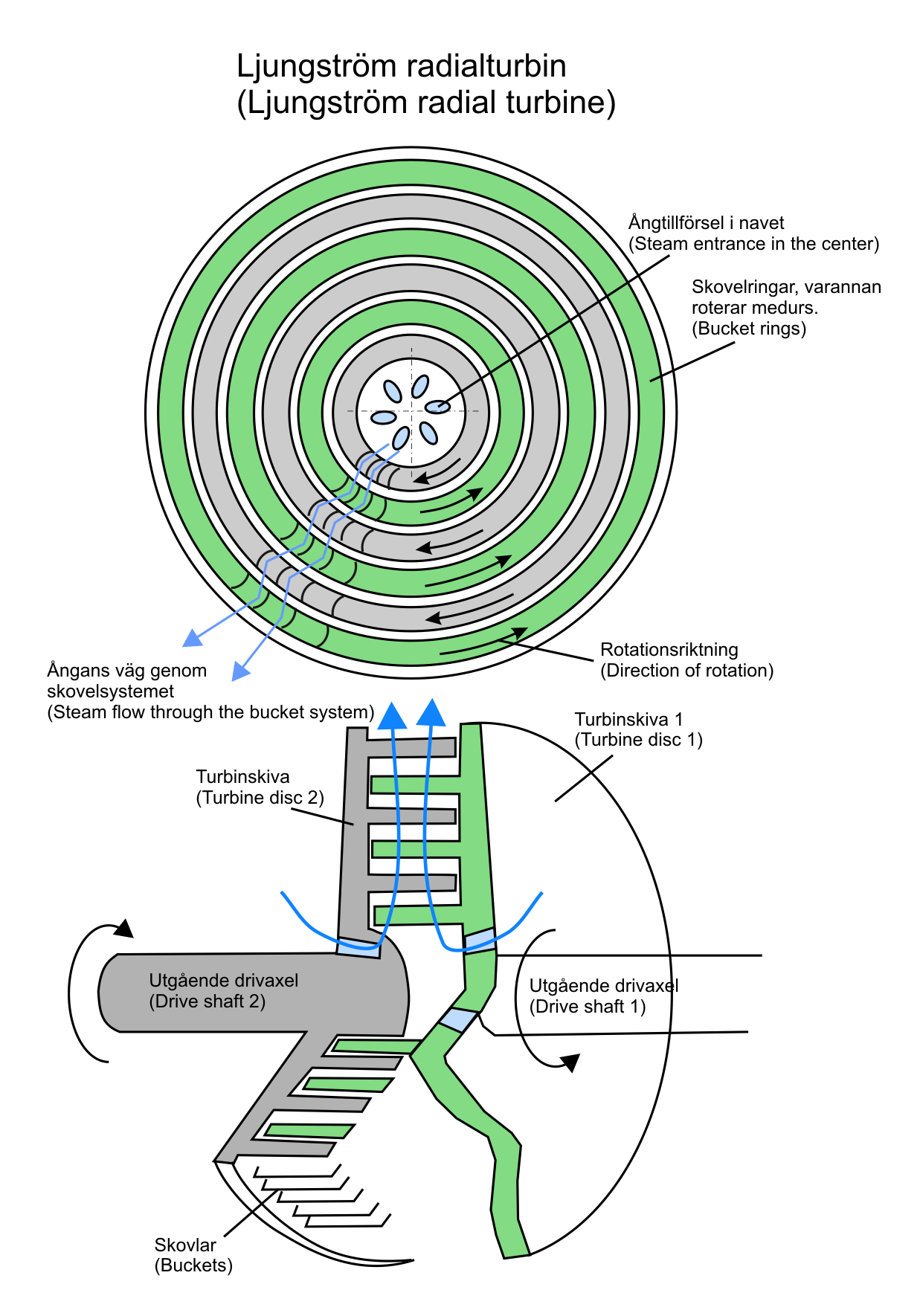
Ljungströms radialturbin, funktionsprincip.

Ljungströmturbin, STAL-turbin, typ av ångturbin (reaktionsturbin) konstruerad av bröderna Birger och Fredrik Ljungström omkring 1908. I sin ursprungliga form är Ljungströmturbinen en dubbelrotationsturbin av radialtyp.

## Konstruktionens för- och nackdelar
Ljungströmsturbinens fördelar bygger på frånvaron av stillastående skovelsystem - även ledskenorna arbetar. I och med att den inbördes relativhastigheten hos dessa tubinens halvor blir dubbelt så hög som vid stillastående skovelsystem kan varje steg i turbinen omsätta fyra gånger mer av ångans värme. Ingen annan turbin har så hög basverkningsgrad som ljungströmturbinen. Den kompakta konstruktionen gör ljungströmturbinen även snabb att starta - fem à tio minuter från kallt till full drift med högsta ångtemperatur..
Svagheten i konstruktionen är i princip de samma som (Parsons) reaktionsturbinens - läckaget mellan stegen är avsevärt större än hos impulsturbinen. Därtill kommer olägenheten av ångtryckets kraftverkan på de två rörliga skovelsystemens inre - turbinen måste utföras med balanskolvar med omfattande anordningar för tätning och kraven på turbindelarnas uppriktning och axiella lägen är stora.

## Användning och utförande
Ljungströmturbinen byggs alltid för generatordrift. Endast några enstaka exemplar har byggts som marinturbiner med mekanisk transmission.
Redan vid måttliga effekter kompletterades Ljungströmturbinerna vid lågtryckskondenseringsdrift ofta med axialsteg på vardera turbinrotorn ("system Wiberg") och vid högre effekter (DURAX-turbin) med kompletta axialturbiner sammanbyggda med motrotationsturbinen till en enhet (Hässelbyverket, Marviken, Oskarshamnsverkets O1 och Stenungsunds Kraftverk).
Ljungströmturbinen rönte aldrig någon större framgång till sjöss men har än idag omfattande användning för elproduktion i ångkraftverk, en av de senast uppförda är ett 24 MW mottrycksaggregat i Högdalenverket söder om Stockholm. Ångkraftverket i Västerås är den svenska station där STAL-turbinen i utförande för större effekter för första gången vann internationellt anseende.
Turbintypen har aldrig kommit till användning i gasturbiner även om sedermera professorerna Alf Lysholm och Gustav Boestad utarbetade en idéskiss i AB Ljungströms Ångturbins propellerjetaggregat redan år 1931.

## Bildgalleri Ljungströmsturbiner

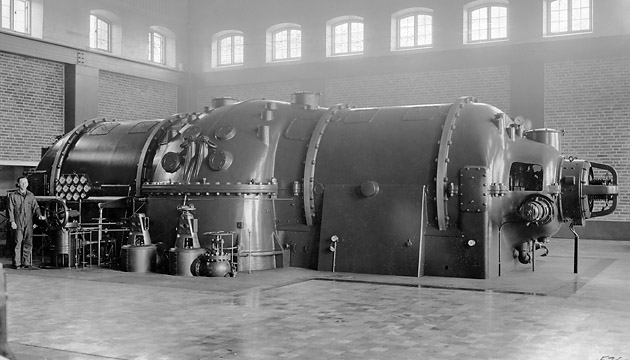
50 MW Ljungströmturbin för Kungl. Vattenfallsstyrelsens ångkraftverk i Västerås (G5).
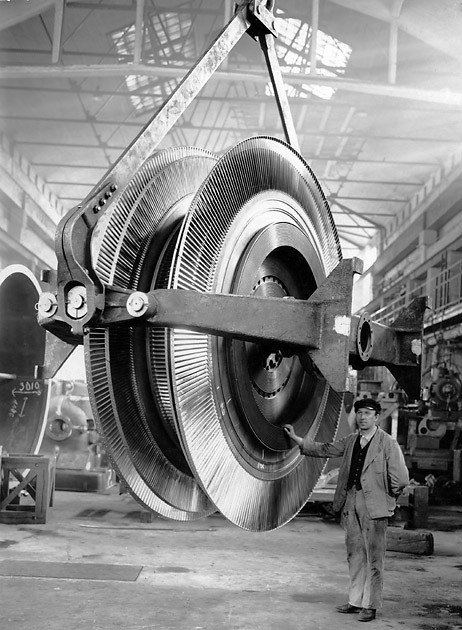
Turbinrotorn till samma turbin (50 MW). Motrotationsturbinen i centrum har kompletterats med två axialsteg ytterst (DURAX).
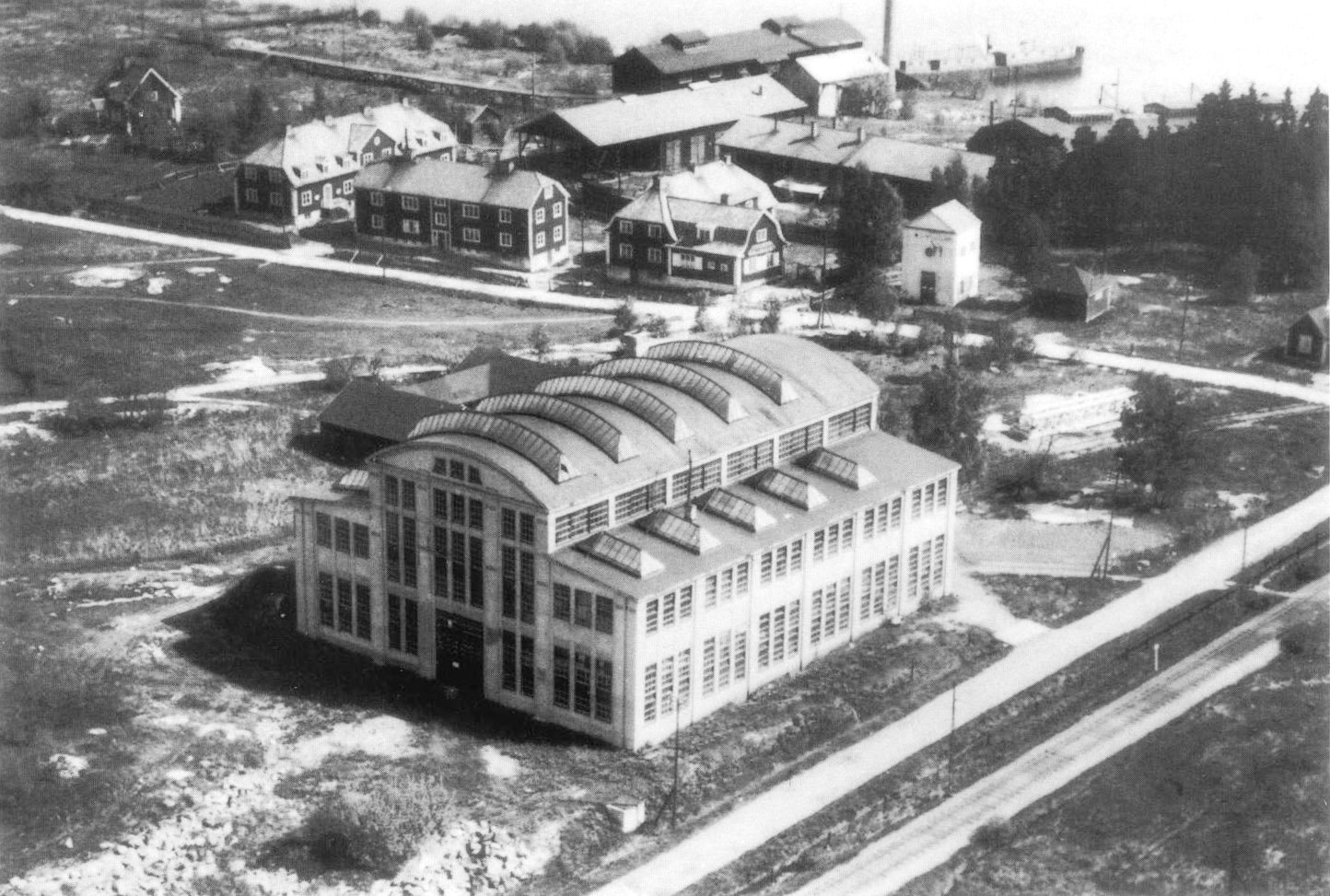
Fabriken i Gåshaga för tillverkning av Ljungströms ångturbinlokomotiv, uppförd 1918.